# Porsche Carrera
Carrera (ісп. гонка або карьера) — це бренд автомобілів Porsche. Назва відзначає успіх компанії в гонці Каррера Панамерікана.
Варіанти наступних транспортних засобів отримали назву Carrera:
- Porsche 356
- Porsche 904
- Porsche 911
- Porsche 924
- Porsche Carrera GT

## У художній літературі
- Саллі Каррера, вигаданий персонаж франшизи «Тачки» студії Disney Pixar, заснована на Porsche 996 Carrera.